# Georg Friedrich Haas
Georg Friedrich Haas   (Graz, 16 d'agost de 1953) és un compositor austríac. En una enquesta de la revista Classic Voice del 2017 als 100 principals experts europeus, Haas fou elegit com el millor compositor viu, i la seva obra In vain la composició més impressionant del segle xxi.
Georg Friedrich Haas va créixer a Tschagguns (Vorarlberg) i estudià composició amb Gösta Neuwirth i Iván Erőd i piano i Doris Wolf a la Universitat de Música i Arts Escèniques Graz, Àustria. Des del 1978, exerceix la docència a la Hochschule com a instructor i des del 1989 com a professor associat a contrapunt, tècniques de composició contemporània, anàlisi i introducció a la música microtonal. És membre fundador del col·leccionista de compositors "Graz Die andere Seite". Compon en una casa rural a Fischbach, Estíria.
Va completar dos anys d'estudis de postgrau a la "Hochschule per al Musik" de Viena amb Friedrich Cerha, va participar en la "Darmstädter Ferienkurse" (1980, 1988 i 1990) i al curs de música d'informàtica a IRCAM (1991). Va rebre una beca del Festival de Salzburg (1992–93), que rebrà el premi Sandoz (1992) i una subvenció musical del Ministeri nacional de ciència, investigació i cultura (1995). Els seus treballs han estat als programes dels festivals següents: "Wien Modern" (Viena), "Musikprotokoll" (Graz), "Witten, Huddersfield, Royaumont, Biennal de Venècia, Festival d'Automne" (París), així com al "Darmstädter Ferienkurse" i al Festival de Salzburg 2011. Des del 2005, va fer conferències a la Hochschule de Basilea, Suïssa; des del 2013 és professor de composició a la Universitat de Colúmbia, Nova York.
En aquest moment, ha registrat el model de György Ligeti en la seva utilització de micropolifonia, microintervals i implementació de la sèrie pervertida; sovint es caracteritza per ser un exponent principal de la música espectral. La seva estètica és una idea per a la idea que la música és capaç de les emocions articulars i els estats de l'ànima d'un ésser humà de manera que els altres éssers humans que puguin obrir les emocions i estats de l'ànima com a propis. L'ambient emocional de moltes de les seves obres és tenebrós. Les òperes de Haas han estat criticades per evocar temes com el patiment, la malaltia i la mort a un voyeurisme estètic: "la peça [l'òpera de Haas Thomas (2013)] s'aproxima perillosament a una mena d'intrusisme pal·liari de cura.
"En una aparença en línia, les seves obres orquestrals es comparen amb la música de cinema: "[Els somnis foscos per a l'orquestra simfònica] permeten pensar en una banda sonora preparada per a una pel·lícula de suspens" 
L'òpera de Haas Morgen und Abend, amb llibret de l'escriptor i directiu noruec de Jon Fosse, constituirà un conjunt encarregat a la Royal Opera House de Londres i la Deutsche Oper de Berlín. Va estar a l'escenari principal del Royal Opera House el 13 de novembre de 2015.
Haas és la parella dominant en una relació de BDSM amb la seva dona, Mollena Williams-Haas.